# Pablo Maqueda
Pablo Maqueda (Barcelona, 18 januari 1971) is een voormalig Spaans voetballer.

## Carrière
Pablo Maqueda speelde tussen 1990 en 2000 voor Barcelona, Real Oviedo, Mallorca, Avispa Fukuoka en Lleida.